# Reichlange
Reichlange (luxembourgeois : Räichel, allemand : Rachlingen) est une section de la commune luxembourgeoise de Redange-sur-Attert située dans le canton de Redange.